# Bombardiere
«Бомбардьєре» (італ. Bombardiere) — ескадрений міноносець типу «Сольдаті» (2-га серія)  Королівських ВМС Італії за часів Другої світової війни.

## Історія створення
Ескадрений міноносець «Бомбардьєре» був закладений 7 жовтня 1940 року на верфі «Cantiere navale di Ancona» в Анконі. Спущений на воду 23 березня 1942 року, вступив у стрій 15 липня 1942 року.

## Історія служби
Після вступу у стрій та початкової бойової підготовки 20 серпня 1942 року ескадрений міноносець «Бомбардьєре» був зарахований до складу 11-ї ескадри, а 24 вересня, разом з «Леджонаріо» та «Веліте» - до складу 14-ї ескадри есмінців. Есмінець базувався в Наварині та супроводжував конвої в Східному Середземномор'ї.
6 вересня вийшов на супроводження конвою в Північну Африку. Конвой постійно піддавався повітряним атакам противника, але благополучно дістався до пункту призначення. 
18 листопада разом з есмінцем «Леджонаріо» та міноносцем «Гроппо» супроводжував конвой в Бізерту.
20-21 листопада на зворотному шляху в Неаполь «Бомбардьєре», «Леджонаріо» та «Веліте» супроводжували транспорти «Монтеджіневро» та «Сестрієре». О 15;04 21 листопада «Веліте» був торпедований підводним човном. «Бомбардьєре» відбуксирував пошкоджений «Веліте» в Неаполь.
17 січня 1943 року «Бомбардьєре» та «Леджонаріо» вийшли з Бізерти, супроводжуючи в Палермо теплохід «Маріо Розеллі».
Незабаром після заходу сонця, коли конвой перебував за 24 милі на південний захід від острова Мареттімо (Егадські острови), в «Бомбардьєре» влучила торпеда, випущена підводним човном «Юнайтед» в точці з координатами 38°15′ пн. ш. 11°43′ сх. д. / 38.250° пн. ш. 11.717° сх. д.. Торпеда, імовірно, була оснащена магнітним підривачем, оскільки вибух стався під корпусом есмінця в районі мостика. Вибухом був перебитий кіль, вибухнув паровий котел, носова надбудова рухнула в море. Корпус корабля розламався на 2 частини. Кормова затонула практично одразу, носова - за декілька хвилин.
Загинув капітан корабля Джузеппе Москіні, 7 офіцерів та 167 матросів. Іншим кораблям вдалось врятувати 49 членів екіпажу.
Капітан Джузеппе Москіні посмертно був нагороджений  Золотою медаллю «За військову доблесть».